# Helga – Vom Werden des menschlichen Lebens
Helga – Vom Werden des menschlichen Lebens (Alternativtitel: Helga) ist ein Aufklärungsfilm, der 1967 auf Veranlassung der Gesundheitsministerin Käte Strobel gedreht und verbreitet wurde.
Hauptdarsteller waren Ruth Gassmann und Eberhard Mondry, Regie führte Erich F. Bender.

## Handlung
Ein Interviewer fragt auf der Straße Passanten, ob sie sich einen seriösen Aufklärungsfilm ansehen würden. Nachdem diese zugestimmt haben, wird anhand von Einzellern der „Trieb zur Erhaltung der Art“ erklärt. Dann erzählen zunächst Mütter zahlreichen fragenden Knaben und Mädchen, wie Kinder entstehen. Eine Frauenärztin unterrichtet ihre Tochter und einige ihrer Mitschülerinnen über die männlichen Geschlechtsorgane, während man schematische Darstellungen und mikroskopische Aufnahmen sieht.
Die sexuell unerfahrene und unaufgeklärte Helga möchte heiraten und sich zuvor von der Ärztin untersuchen lassen. Nachdem das geschehen ist, bittet die Ärztin Helga ins Wohnzimmer, wo sie den jungen Mädchen noch den Vorgang der Menstruation erklärt. Ein Arzt doziert über Geburtenkontrolle und Empfängnisverhütung.
Bald ist Helga schwanger und besucht einen Kurs für werdende Mütter, wo sie ausführlich über die bevorstehende Geburt informiert wird. Die innerkörperlichen Vorgänge bis zur Entwicklung des Embryos werden in mikroskopischen Aufnahmen gezeigt. In der Schwesternschule einer Klinik wird der Vorgang der Geburt durchgesprochen. Die Geburt selbst wird im Film in allen Einzelheiten gezeigt. Bald danach ist Helga eine glückliche Mutter, die ihr Baby umsorgt und später noch drei weiteren Kindern das Leben schenkt.

## Wirkung
Der Film, gedreht mit Unterstützung der Bundeszentrale für gesundheitliche Aufklärung, beinhaltet zahlreiche Grafiken, Animationen und anatomische Modelle. Die FSK fasste ihn als „Informationsfilm über die sexuelle Aufklärung Jugendlicher und die Unterweisung von werdenden Müttern“ auf und stufte ihn nicht als Spielfilm, sondern als Dokumentarfilm ein. Lediglich die Szene, in der Helga vor der Geburt des Kindes mit gespreizten Beinen zu sehen ist, musste geschnitten werden, bis der Kopf des Kindes zu sehen war. Unbeanstandet blieb dagegen selbst eine Szene, in der Helga vor einem Spiegel mit ihrer nackten Brust spielt, da sie im Kontext des Films damit nur die Produktion von Muttermilch anregte.
Völlig unerwartet wurde Helga ein riesiger Erfolg mit fast fünf Millionen Kinobesuchern in der Bundesrepublik in einem Jahr und weltweit etwa 40 Millionen Zuschauern. Dies lässt sich durch den Sensationseffekt nach der vorhergegangenen jahrzehntelangen Tabuisierung der Sexualität im Film und anderen Lebensbereichen außerhalb der engen Paarbeziehung erklären. In der Kinoprogramm-Vorschau fiel Helga durch zu diesem Zeitpunkt ungewohnt viel nackte Haut auf, zudem wurde die Produktion von einem Sprecher als „der Film, auf den Sie schon immer gewartet haben“ angekündigt.
Dem Film wird eine wichtige Bedeutung bei der Auslösung der Sexwelle zugemessen. Jürgen Kniep resümierte in seinem Buch Keine Jugendfreigabe! (2010): „Ungewollt hatten die Prüfer der Filmbranche den Ausweg aufgezeigt, mit dem sich die strengen FSK-Kriterien umgehen ließen: seriöse Wissenschaftlichkeit und der Anschein dokumentarischer Qualität.“
Die Darstellung des Geburtsvorganges ließ viele Zuschauer in Ohnmacht fallen, was dazu führte, dass das Deutsche Rote Kreuz bei Vorführungen anwesend war. Als Gebärende ließ sich eine anonyme Frau in einer Münchner Klinik filmen. Gassmann bekam ihre Zwillinge erst nach Drehschluss.

## Kritiken
Die zeitgenössische Presse fand viel lobende Worte für Helga. Die Welt nannte den Film „unterrichtend, psychologisch, biologisch, sehr seriös, wissenschaftlich hervorragend“, und die FAZ urteilte: „Ästhetischer Genuß“. Auch der Kritiker der Süddeutschen Zeitung vom 5. Oktober 1967 schrieb, der Film sei „überaus seriös. Seine Absichten sind ehrenwert und pädagogisch.“ Er fragte aber auch, „wieweit diese Art Aufklärung den Jugendlichen tatsächlich zu dem verhilft, was die Gesellschaft ‚gesunde Geschlechtsentwicklung‘ nennt.“ Zudem verliere der Film durch die Spielhandlung an Niveau: „Wo der Mensch als Person auftritt, beginnt die Auslieferung. Und die falschen Genreszenen mit unerträglicher Musik enden in den Großaufnahmen aus dem Kreißsaal.“

„In der Spielhandlung eher naiv, ansonsten aber durchaus seriös, wenn auch in seinem Informationswert eher begrenzt, vor allem auch weil der sexualethische Bereich ausgeklammert wird. Der Film war der erste seiner Art. Auch der Geburtsvorgang wird in Nahaufnahme gezeigt und geriet seinerzeit zum Medienereignis.“

„Das brennend aktuelle Thema der Aufklärung auf medizinischer Basis wurde sachlich verharmlost und peinlich gestellt persönlich gefärbt. Die Mischung ist unangenehm und kann mit gutem Gewissen nicht empfohlen werden. Ein gutes Sachbuch leistete bessere Arbeit. Zur öffentlich notwendigen Diskussion ein ungenügender Beitrag.“

## Auszeichnung
Der Film erhielt im Jahr 1968 die Goldene Leinwand. Den Preis nahm die Gesundheitsministerin in Empfang.

## Fortsetzungen
Zu Helga – Vom Werden des menschlichen Lebens wurden noch zwei Fortsetzungen produziert: 1968 entstand der Film Helga und Michael vom selben Regisseur sowie im Jahr 1969 Helga und die Männer – Die sexuelle Revolution von Regisseur Roland Cämmerer.